# 費德歷·哥頓-史密夫
費德歷·哥頓-史密夫（英語：Frederick Gordon-Smith；1886年—1967年），英國大律師、法官，曾任巴勒斯坦託管地首席按察司。

## 生平
1886年，哥頓-史密夫生於英格蘭，曾就讀於布朗史葛夫學校。該校建於1553年，為著名私校。哥頓-史密夫於1909年獲認許為大律師。1913年，他赴北羅德西亞（今贊比亞）任職。1932 至1927年間，他擔任北羅德西亞律政司。1932至1935年間，他擔任千里達（今千里達及多巴哥）律政司。1935年至1941年間，他擔任英屬馬來亞（今馬來西亞）法官，在此期間，他兩度擔任馬來亞上訴法院法官。
1941年11月，哥頓-史密夫獲委任為巴勒斯坦託管地（今以色列）首席按察司，並於1942年1月履職。當時正值第二次世界大戰，託管地面臨納粹德國入侵的危險。
1944年1月，哥頓-史密夫辭職並返回英國，後於1950至1952年間擔任英國公務員敍用委員會主席。
哥頓-史密夫於1967年逝世。

## 延伸閱讀
- Assaf Likhovski, Law and Identity in Mandate Palestine, publisher: UNC Press 2006